# Гранов, Владимир Александрович
Владимир Александрович Гранов (фр. Wladimir Granoff; 1924—2000) — французский психоаналитик. Член Парижского психоаналитического общества с 1948 года. Занимался исследованием проблемы детского психоанализа, символики, фетишизма, женской сексуальности, места и роли психоанализа в культуре, грядущей судьбы психоанализа и др.

## Биография
Родился 7 сентября 1924 года в Страсбурге, был единственным ребёнком в еврейской семье, эмигрировавшей из Одессы в 1919 году. Отец — Александр Владимирович Гранов (1893—1963), выпускник Петроградского политехнического института, инженер и промышленник, и мать Евгения Кельмановна Гранова (урождённая Бернштейн, 1893—1996), выпускница Императорского Новороссийского университета, заключили брак в Одессе 14 августа 1916 года. Дед, евпаторийский мещанин Владимир Константинович (Вольф Куселевич) Гранов (1877 — 21 мая 1917), был известным одесским адвокатом, присяжным стряпчим, затем поверенным при коммерческом суде, секретарём правления Еврейского ремесленного училища общества «Труд». Племянник издателя Кати Гранофф.
После окончания Страсбургского лицея поступил на медицинский факультет Лионского университета. В связи с началом Второй мировой войны и оккупацией Франции прервал учебу и с 1943 (вместе с женой) перешел на нелегальное положение. Принимал участие в Движении сопротивления. По окончании войны, в 1948 году, завершил обучение в университете.
С этого же года работал в качестве психиатра в клиниках Парижа. В 1950 году получил статус психоаналитика. В 1953 содействовал расколу Парижского психоаналитического общества и образованию Французского психоаналитического общества (под руководством Жака Лакана). До 1964 года сотрудничал с Лаканом, в 1964 году, в связи с расхождением с ним во взглядах, организовал и возглавил (в период 1964—1967 годов) новое психоаналитическое общество — Французское психоаналитическое объединение.
В 1957 году в Обществе русских врачей имени Мечникова выступил с докладом.
Умер 2 февраля 2000 года в Нейи-сюр-сен, Франция. Похоронен на старом кладбище Нейи-сюр-сен.

## Труды
В. А. Гранов — автор книг «Преемственность» (1975), «Филиация: будущее Эдипова комплекса» (1975), «Оккультное — предмет фрейдовской мысли» (1983, совместно с Ж.-М. Рэем) и ряда статей.